# Pieve di Coriano
Pieve di Coriano és un municipi situat al territori de la província de Màntua, a la regió de la Llombardia, (Itàlia).
Pieve di Coriano limita amb els municipis de Ostiglia, Poggio Rusco, Quingentole, Revere, Schivenoglia, Serravalle a Po i Villa Poma.

## Galeria

Localització de Pieve di Coriano a la província de Màntua